# Amegilla terminata
Amegilla terminata är en biart som först beskrevs av Smith 1879.  Amegilla terminata ingår i släktet Amegilla och familjen långtungebin. Inga underarter finns listade i Catalogue of Life.